# Повстання Осіннього врожаю
Повстання Осіннього врожаю (кит.: 秋收起义, «Жнивне повстання») — повстання, що відбулося в китайських провінціях Хунань, Цзянсі та Хубей 7 вересня 1927 року під проводом комуніста Мао Цзедуна, який створив недовговічний Радянський Хунань.
Після початкового успіху повстання було жорстоко придушене гомінданівськими силами. Мао продовжував вірити в сільську стратегію, але дійшов висновку, що необхідно сформувати партійну армію.

## Контекст
Мао був направлений на підтримку Північного походу (1926—1927) для обстеження селянських умов в його рідній провінції Хунань. Його звіт про дослідження селянського руху в Хунані закликав підтримати сільську революцію.

## Повстання
Спочатку Мао намагався зібрати сили для повстання, але Лі Чжень згуртував місцеве селянство для вступу до комуністичного загону. Тоді Мао очолив невелику селянську армію проти Гоміньдану та поміщиків Хунані, успішно встановивши радянську владу. Зрештою повстання було розгромлене силами Гоміньдану протягом двох місяців після встановлення радянської влади. Мао та інші були змушені відступити до гір Цзінґан на кордоні між провінціями Хунань і Цзянсі, де вони зустрілися з армією гірників, які допомогли комуністам у подальших боях. Це було одне з перших збройних повстань комуністів, і воно знаменувало значну зміну їхньої стратегії. Мао та засновник Червоної армії Чжу Де продовжили розробку сільської стратегії, яка зосереджена на тактиці партизанської війни. Це проклало шлях до Великого походу 1934 року.

## Причини невдачі повстання
Повстання показує величезну важливість організованої військової сили для успіху чи поразки повстання, невдача показує, що роль і питання військової сили приділялися різному наголосу оперативниками різних рівнів у комуністичній партії та стали темою серйозних суперечок і розбіжностей, які призвели до дезорганізації. Очевидна відсутність поваги до елементарної передповстанської військової організації натякає на те, що Мао був більшим «путчистом» (до певної міри), ніж його китайське чи радянське керівництво.

## Масові вбивства хунанського цивільного населення
Націоналістичні антикомуністичні масові вбивства були спрямовані проти всього хунанського цивільного населення. Близько 80 000 жителів Хунані були вбиті в районі Лілін у Хунані, ще близько 300 000 жителів були вбиті у хунанських повітах Чалін, Лейян, Люян і Пінцзян.